# タイラー・ニュートン
タイラー・アイザック・ニュートン（Tyler Isaac Newton、1982年5月13日 - ）は、アメリカ合衆国・ニューヨーク州ユーティカ出身のプロバスケットボール選手である。ポジションはパワーフォワードだがセンターやスモールフォワードもこなす。

## 人物
カリフォルニア州バーバンクの高校時代には水泳や水球などを行っていたが2年次にバスケットボールを始めた。高校3年次には33得点、24リバウンドをあげた試合もあった。これはフロックではなく彼は別の試合でも24リバウンドをあげロサンゼルス地区の高校でそのシーズン4位の平均リバウンドをマークした。彼の所属した高校は17勝6敗でリーグ優勝、チームMVPに選ばれると共にオールフットヒルカンファレンスにも選ばれた。
アンテロープバレー大学で1シーズンプレイした後、シャスタ大学に転校し彼のチームは28勝6敗となり彼はカンファレンスのオールスターにも選ばれた。そしてパシフィック大学に彼はリクルートされて2002年-2003年シーズンより加入した。翌シーズン1試合平均7得点、4リバウンドの控え選手であったが8試合で二桁得点をマークし16分間の出場で22得点をマークした試合もあった。その翌シーズンには大学始まって以来2回目となるNCAAトーナメント出場も果たした。
大学卒業後、彼はオーストラリア、オーストリア、フランスリーグのJDAディジョン、ABAのサンノゼ・スカイロケッツ、IBLのサンタバーバラ・ブレーカーズなどを経て2007年札幌市に出来た新しいフランチャイズのレラカムイ北海道に入団した。そして彼はそのシーズン、チームトップの17得点、12リバウンド、1.4ブロックの数字を残した。彼はまたJBLの得点、シュート成功率、ブロックショット、リバウンドの各部門でトップの成績を残した。また日本人以外ではわずか4人しか選ばれなかったオールスター出場選手にも選ばれた。2008年にも日本人以外では2番目の得票を集めた彼はオールスターに出場した。彼は東軍の選手として18分間プレイし18得点、9リバウンドをあげ試合は東軍が120-98で勝利した。
2007年レラカムイ北海道へ入団。
2009年東芝ブレイブサンダースへ移籍。2010年退団。
2011年リンク栃木ブレックスへ入団、同年退団。

## プレイスタイル
彼は専門はパワーフォワードだがセンター、スモールフォワードに加えてポイントフォワードとしてプレイしたこともある。日本で彼はベストシューターの1人となっておりシュート成功率60％を越える。フリースローはあまり得意としておらずハック・ア・ニュートの戦術が三菱電機ダイヤモンドドルフィンズに取られたこともあったがその試合ではフリースローを15本中12本決め成功率80％であった。
オフェンスではクイックネス、サイズ、パワーで相手ディフェンスを振り切ることができ、機敏さや上体の強さもあわせもちボールハンドリングは両手とも行うことができる。